# ローラン・ブラン
ローラン・ロベール・ブラン（Laurent Robert Blanc、1965年11月19日 - ）は、フランス共和国ラングドック＝ルシヨン地域圏ガール県アレス出身の元サッカー選手。サッカー指導者。2010年7月から2012年6月までフランス代表監督を務め、2012年から2016年にかけてはパリ・サンジェルマンの監督を務めた。ユースの頃はセンターフォワードとしてプレーしていた。選手時代のポジションはボランチ、ディフェンダーで、初期はボランチに位置でプレーしていたが、1990年代より主にリベロ、センターバックとしてプレーしていた。
ロロ（Lolo）の愛称を持つ。また、プレジデント（大統領）とも称される。マンチェスター・ユナイテッド時代は「ローラン・ブラン」を英語風に変換した「ラリー・ホワイト」という愛称もつけられた。

## 選手経歴
192cm、88kgの大柄な体で対人プレーに強いのは言うまでも無いが、鋭い読みでパスカットやカバーリングも超一流の実力を持ち、「青い壁」と称された。敏捷性には欠けるが、ボールテクニックに優れ、最終ラインから鋭いパスでチャンスを作った。ボランチやDFとしては得点力も高かった。
1983年にモンペリエでキャリアをスタートさせた。モンペリエでは、得点力の高いMFとしてプレーしていた。1989年2月7日にフランス代表初キャップを刻んだ。ミッシェル・メイジ監督がモンペリエの監督に就任すると、メイジはリベロへとコンバートしようとするが、当初ブランはこれを拒否、受け入れなければプレーさせないと言われ、渋々受け入れた。1990-91シーズン、リベロとしての初のシーズンを終え、新たなポジションでも地位を確立した。1991-92シーズン、セリエA・ナポリへ移籍。1991年12月1日のラツィオ戦で初ゴールを記録した。攻撃面では良い面を見せ、リーグ戦では6得点を決めた。しかし、DF面でのプレーは批判を受け、僅か1年でナポリを退団し、ニームへとレンタルに出された。 1993年にサンテティエンヌへと売却され、2シーズンを過ごし、1995-96シーズン、オセールへ加入、ここでは高レベルでのプレーを披露し、リーグ・アン、クープ・ドゥ・フランスの優勝を果たした。
1996-97シーズン、 バルセロナに移籍、このシーズンの公式戦38試合に出場し、コパ・デル・レイ、UEFAカップウィナーズカップ、スーペルコパ・デ・エスパーニャで優勝を果たした。その後、マルセイユでの2シーズンを経て、インテル・ミラノへと移籍、2シーズンレギュラーを務め、2シーズンで公式戦86試合に出場したが、タイトルは獲得出来ずに終わった。2001年にマンチェスター・ユナイテッドへ移籍、2シーズンプレーして、2シーズン目にリーグ優勝を果たし、2003年、37歳で選手生活に終止符を打った。
フランス代表では1998年、地元開催のフランスW杯では守備の要として出場、決勝トーナメント初戦のパラグアイ戦では決勝点をあげた。このゴールはワールドカップ本大会史上、初のゴールデンゴールであった。チームは優勝を果たしたが、自身は準決勝でレッドカードを貰ったため、決勝戦には出場できなかった。2000年のUEFA EURO 2000でも守備の要として優勝に貢献、同年9月2日に行われたイングランド代表との国際親善試合を最後に代表引退から引退した。この大会を含めEUROには3度出場、その全てでベストイレブンに選出された。フランス代表としては、1987年から2000年の間に通算95試合に出場して16得点を決めた。

## 指導者経歴
UEFA EURO 2004後にはフランスサッカー連盟のクロード・シモーネ会長にフランス代表監督に推薦され、世論も彼を支持していたが、当時のブランはコーチングライセンスすら持っておらず、レイモン・ドメネクが代表監督に就任した。
2007年6月、リーグ・アンに所属するFCジロンダン・ボルドーの監督に就任した。1年目より優れた手腕を発揮し、フェルナンド・カベナギの才能を開花させ、攻撃的なチーム作りでチームを2位に導いた。2008-2009シーズンは、ヨアン・グルキュフの加入でチーム力をさらに上げ、リーグ・カップとリーグ・アンの二冠達成を果たし、オリンピック・リヨンの連覇を7で止めた。2009-10シーズンも出だしから好調で、2009年末の時点で2位に勝ち点9差をつけ、29節終了時まで首位をキープしていたが、2010 FIFAワールドカップ後のフランス代表監督に就任する噂が立ったことなどからチームの成績が悪化し、最終的には欧州カップ戦出場圏外の6位でシーズンを終えた。
2010年5月16日、2010 FIFAワールドカップ後にフランス代表監督に就任するためにFCジロンダン・ボルドーの監督を辞任することを発表した。同年7月、正式に代表監督に就任した。UEFA EURO 2012準々決勝敗退後、責任を取って辞任した。
2013年6月25日、レアル・マドリード監督就任のため退任したカルロ・アンチェロッティの後任としてパリ・サンジェルマンの監督就任が決定。契約は2年間。2014-15シーズン、2015-16シーズンと2年連続国内三冠を達成、2013-14シーズンから三連覇と国内では無敵を誇るも、UEFAチャンピオンズリーグではベスト8どまりであった。2015-16シーズン終了後、辞任が決定。
2020年12月19日、ディエゴ・アギーレの後任としてアル・ラーヤンSC監督に就任し、2022年2月に退任。
2022年10月、母国の名門クラブ、オリンピック・リヨンの監督に途中就任。翌2023-2024シーズンの9月、成績不振により解任された。
2024年7月13日、アル・イテハドの監督に就任した。

## 代表歴

### 出場大会
- フランス代表
  - UEFA EURO 1992 (グループリーグ敗退)
  - UEFA EURO 1996 (ベスト4)
  - 1998 FIFAワールドカップ (優勝)
  - UEFA EURO 2000 (優勝)

### 試合数
- 国際Aマッチ 97試合 16得点（1989年-2000年）[10][2]

| フランス代表 | 国際Aマッチ | 国際Aマッチ |
| 年           | 出場        | 得点        |
| ------------ | ----------- | ----------- |
| 1989         | 6           | 1           |
| 1990         | 7           | 1           |
| 1991         | 6           | 2           |
| 1992         | 8           | 0           |
| 1993         | 8           | 3           |
| 1994         | 7           | 0           |
| 1995         | 4           | 1           |
| 1996         | 10          | 3           |
| 1997         | 7           | 0           |
| 1998         | 13          | 3           |
| 1999         | 9           | 0           |
| 2000         | 12註1       | 2           |
| 通算         | 97          | 16          |

註1 フランスサッカー連盟は2000年8月16日に行われたFIFA選抜戦を国際Aマッチとして認めている。

### 得点
| #  | 開催日         | 開催地                                                       | 対戦国       | スコア | 結果 | 大会                          |
| -- | -------------- | ------------------------------------------------------------ | ------------ | ------ | ---- | ----------------------------- |
| 1  | 1989年11月18日 | トゥールーズ、スタジアム・ド・トゥールーズ                   | キプロス     | 2-0    | 2-0  | 1990 FIFAワールドカップ・予選 |
| 2  | 1990年1月21日  | クウェート市、アル・サダーカ・ワル・サラーム・スタジアム     | クウェート   | 0-1    | 0-1  | 親善試合                      |
| 3  | 1991年2月20日  | パリ、パルク・デ・プランス                                   | スペイン     | 3-1    | 3-1  | UEFA EURO '92予選             |
| 4  | 1991年8月14日  | ポズナン、ポズナン市立競技場                                 | ポーランド   | 1-4    | 1-5  | 親善試合                      |
| 5  | 1993年2月17日  | ラマト・ガン、ラマト・ガン・スタジアム                       | イスラエル   | 0-2    | 0-4  | 1994 FIFAワールドカップ・予選 |
| 6  | 1993年2月17日  | ラマト・ガン、ラマト・ガン・スタジアム                       | イスラエル   | 0-3    | 0-4  | 1994 FIFAワールドカップ・予選 |
| 7  | 1993年9月8日   | ヘルシンキ、ヘルシンキ・オリンピックスタジアム               | フィンランド | 0-1    | 0-2  | 1994 FIFAワールドカップ・予選 |
| 8  | 1995年4月26日  | ナント、スタッド・ドゥ・ラ・ボージョワール                   | スロバキア   | 3-0    | 4-0  | UEFA EURO '96予選             |
| 9  | 1996年6月1日   | シュトゥットガルト、ゴットリーブ・ダイムラー・シュタディオン | ドイツ       | 0-1    | 0-1  | 親善試合                      |
| 10 | 1996年6月18日  | ニューカッスル・アポン・タイン、セント・ジェームズ・パーク   | ブルガリア   | 1-0    | 3-1  | UEFA EURO '96                 |
| 11 | 1996年10月9日  | パリ、パルク・デ・プランス                                   | トルコ       | 1-0    | 4-0  | 親善試合                      |
| 12 | 1998年2月25日  | マルセイユ、スタッド・ヴェロドローム                         | ノルウェー   | 1-1    | 3-3  | 親善試合                      |
| 13 | 1998年5月29日  | カサブランカ、スタッド・モハメド・サンク                     | モロッコ     | 1-1    | 2-2  | 親善試合                      |
| 14 | 1998年6月28日  | ランス、スタッド・フェリックス・ボラール                     | パラグアイ   | 1-0    | 1-0  | 1998 FIFAワールドカップ       |
| 15 | 2000年4月26日  | サン＝ドニ、スタッド・ド・フランス                           | スロベニア   | 2-2    | 3-2  | 親善試合                      |
| 16 | 2000年6月11日  | ブルッヘ、ヤン・ブレイデルスタディオン                       | デンマーク   | 1-0    | 3-0  | UEFA EURO 2000                |

## 監督成績
2023年9月8日現在
| クラブ               | 国           | 就任           | 退任          | 記録 | 記録 | 記録 | 記録 | 記録 | 記録 | 記録 | 記録   |
| クラブ               | 国           | 就任           | 退任          | 試   | 勝   | 分   | 敗   | 得   | 失   | 差   | 勝率   |
| -------------------- | ------------ | -------------- | ------------- | ---- | ---- | ---- | ---- | ---- | ---- | ---- | ------ |
| ボルドー             | フランスの旗 | 2007年6月8日   | 2010年5月16日 | 159  | 93   | 31   | 35   | 261  | 160  | +101 | 058.49 |
| フランス代表         | フランスの旗 | 2010年7月2日   | 2012年6月30日 | 31   | 17   | 8    | 6    | 43   | 22   | +21  | 054.84 |
| パリ・サンジェルマン | フランスの旗 | 2013年6月25日  | 2016年6月27日 | 173  | 126  | 31   | 16   | 391  | 126  | +265 | 072.83 |
| アル・ラーヤン       | カタールの旗 | 2020年12月19日 | 2022年2月13日 | 51   | 19   | 10   | 22   | 70   | 73   | −3   | 037.25 |
| リヨン               | フランスの旗 | 2022年10月9日  | 2023年9月8日  | 37   | 17   | 8    | 12   | 60   | 50   | +10  | 045.95 |
| 合計                 | 合計         | 合計           | 合計          | 451  | 272  | 88   | 91   | 825  | 431  | +394 | 060.31 |

## タイトル

### 選手
モンペリエHSC
- クープ・ドゥ・フランス 1989-90

AJオセール
- リーグ・アン 1995-96
- クープ・ドゥ・フランス 1995-96

FCバルセロナ
- コパ・デル・レイ 1996-97
- UEFAカップウィナーズカップ 1996-97
- スーペルコパ・デ・エスパーニャ 1996

マンチェスターユナイテッド
- プレミアリーグ 2002-03

フランス代表
- FIFAワールドカップ 1998
- UEFA欧州選手権 2000
- UEFA U-21欧州選手権 1988
- UEFA欧州選手権1992ベストイレブン

### 監督
ボルドー
- リーグ・アン 2008-09
- クープ・ドゥ・ラ・リーグ 2008-09
- トロフェ・デ・シャンピオン 2008, 2009

パリ・サンジェルマンFC
- リーグ・アン 2013-14, 2014-15, 2015-16
- クープ・ドゥ・ラ・リーグ 2013-14, 2014-15, 2015-16
- クープ・ドゥ・フランス 2014-15, 2015-16
- トロフェ・デ・シャンピオン 2013, 2014, 2015

個人
- リーグ・アン年間最優秀監督賞：3回(2008、2015、2016)
- フランス年間最優秀監督賞：2回（2009、2015）

## 栄誉
- レジオンドヌール・シュヴァリエ（1998）